# ÖBB Hauptwerkstätte St. Pölten
Die ÖBB Hauptwerkstätte St. Pölten ist ein österreichisches Werk in St. Pölten, in dem Reparaturen an Schienenfahrzeugen durchgeführt werden. Es ist ein Werk der ÖBB-Technische Services GmbH, die selbst ein Unternehmen des ÖBB-Konzerns ist.
Das Werk wurde von 1905 bis 1907 erbaut und 1907 in Betrieb genommen. Seither wurde es stark erweitert. In den 1920ern arbeiteten über 1500 Beschäftigte in der Werkstätte, 2011 waren es 576, wobei bis 2017 knapp 400 Stellen abgebaut werden sollen.

## Lage
Das Werksareal ist 255.000 m² groß. Östlich davon liegen die Gleise der Leobersdorfer Bahn, gleich dahinter die Leobersdorfer Bahnstraße. Im Süden des Werks verläuft der Kollerbergweg und im Norden befinden sich eine Schrebergartensiedlung sowie die Werkstättenstraße (nördlich der Werkstättenstraße liegt der Alpenbahnhof). Im Osten ebenfalls die Schrebergartensiedlung, außerdem Wald- und landwirtschaftliche Nutzflächen.

## Geschichte
Nachdem die k.k. Staatsbahnen das damals noch außerhalb der Stadt St. Pölten liegende Areal für ein Ausbesserungswerk erworben hatte, wurde die Werkstätte von 1905 bis 1907 erbaut. Es entstanden dabei die Wagenreparaturhalle, die Schmiedewerkstätte, ein Verwaltungsgebäude sowie kleinere Baulichkeiten. Ende April 1907 wurde der Betrieb aufgenommen. Bald darauf wurde das Werk beträchtlich ausgebaut, um in der Folge auch Personenwagen und Lokomotiven reparieren zu können. So wurde von 1908 bis 1914 die mechanische Werkstätte gebaut, von 1914 bis 1917 die Reparaturwerkstätte für Lokomotiven, von 1916 bis 1922 die Kesselschmiede sowie eine neue Wagenbauhalle und von 1916 bis 1924 ein neues Kesselhaus.
Nach dem Ersten Weltkrieg wurde 1919 in einem Friedensschluss die Hauptwerkstätte in Gmünd an die Tschechoslowakische Republik abgetreten. Die Gmündner Belegschaft wurde daraufhin nach St. Pölten übernommen. Gegen Ende der 1920er Jahre wurden jährlich rund 200 Lokomotiven, 2000 Personenwagen und 5000 Lastwaggons gewartet beziehungsweise erneuert.
1930 wurde dem Werk die Reparaturwerkstätte für Schmalspurwagen in Ober-Grafendorf zugewiesen.
1932 wurde infolge der Elektrifizierung der Bahnen die Dampflokomotiv-Montierung eingestellt.
Während der NS-Zeit wurde aus dem Werk das von der Deutschen Reichsbahn übernommene Reichsbahn-Ausbesserungswerk. Instandgesetzt wurden zu dieser Zeit aber vor allem Lastkraftwagen.
1940 wurde die Energieversorgung auf Drehstrom umgestellt, weshalb man in der Folge die maschinellen Einrichtungen des Werks erneuern musste.
Während des Zweiten Weltkrieges musste im April 1945 der Betrieb eingestellt werden, bereits im August konnte die Fahrzeugreparatur allerdings wieder aufgenommen werden.
1991 wurde eine Lehrwerkstätte eröffnet. Zu ihr gehören eine Maschinen- und eine Montagehalle, eine Schmiede, eine Schweißerei sowie ein Verwaltungs- und Schultrakt samt Turnsaal.
Für den internen Verkehr von Schienenfahrzeugen stehen heute 15,2 km an Gleisanlagen zur Verfügung.

### Beschäftigtenzahlen
Gegen Ende der 1920er Jahre waren über 1500 Arbeiter und Angestellte im Werk beschäftigt.
Im November 2011 waren im St. Pöltner Werk 576 Arbeiter angestellt, als verkündet wurde, dass die ÖBB bis 2017 davon knapp 400 Stellen abbauen will. Auch das Betriebsareal soll auf rund 70.000 m² verkleinert werden.